# Micronycteris microtis
Micronycteris microtis és una espècie de ratpenat que viu a Centreamèrica i a Sud-amèrica.
Comparteix amb la resta de fil·lostòmids tant la protuberància en forma de fulla sobre el nas com el sistema d'ecolocalització, encara que el seu comportament és únic, ja que és capaç de discriminar els estímuls ecològicament rellevants dins d'un entorn de so saturat extremadament complex. Recents investigacions han demostrat la sorprenent capacitat d'aquest ratpenat per trobar menjar enmig del soroll. El seu ecolocalitzador els permet discriminar entre el terra i la presa basant-se en els reflexos o l'efecte Doppler del ressò induït pel moviments de les ales de la presa, encara que pot detectar preses completament immòbils. Els crits d'ecolocalització són una banda multiharmònica de freqüència modulada que concentra la major part de l'energia en el segon harmònic, el qual es troba entre 95 i 75 kHz, una freqüència molt similar a la del ratpenat camallarg, tot i que probablement de menor intensitat.

## Subespècies
- Micronycteris microtis mexicana
- Micronycteris microtis microtis